# 하서주랑

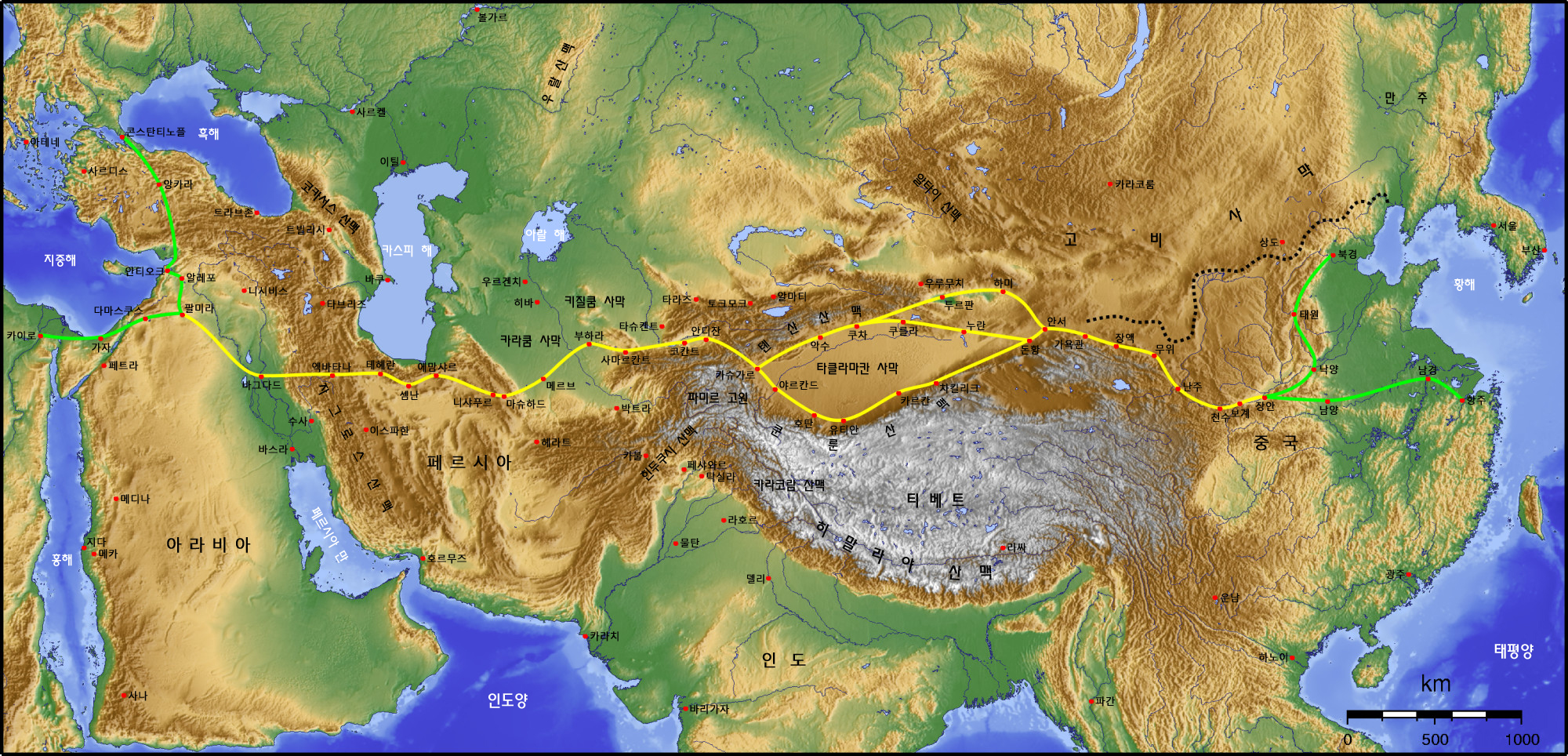
하서주랑: 대략 난주에서 돈황에 이르는 길이다.

하서주랑(河西走廊)은 동쪽 오초령(烏鞘嶺)에서 시작해 서쪽 옥문관(玉門關)에 이르며, 남북은 남산(南山: 기련산(祁連山)과 아미금산(阿爾金山))과 북산(北山: 마종산(馬鬃山), 합려산(合黎山) 및 용수산(龍首山)) 사이 길이 약 900km, 폭 수km에서 100km에 이르며, 서북-동남 방향으로 늘어선 좁고 긴 평지이다. 복도 모양처럼 황하 서쪽에 있으므로 하서주랑이라 부른다.
지역은 간쑤성(甘肅省)의 란저우시(蘭州)와 「하서사군(河西四郡): 우웨이시(武威, 무위), 장액(張掖), 주천(酒泉), 돈황(敦煌)」을 포괄한다. 동아시아와 내륙의 신강(新疆)으로 이어지는 중요한 통로이자 고대 실크로드이며, 고대 동아시아와 서방 세계의 정치·경제·문화적 교류에서 중요한 국제 통로였다.